# Garnison Aldershot

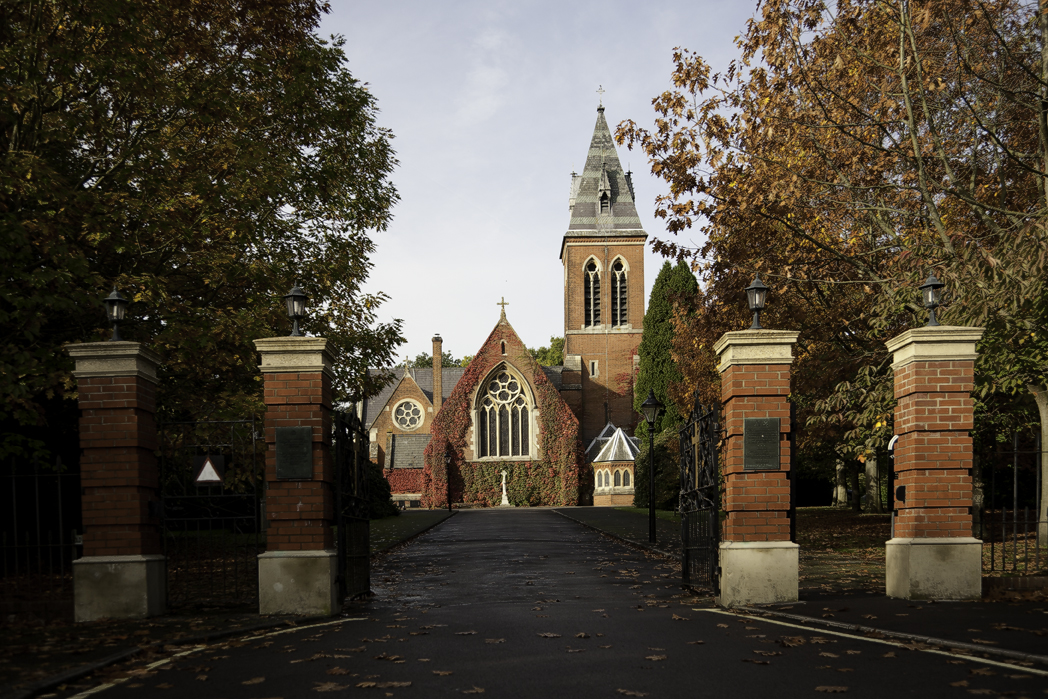
Royal Garrison Church of All Saints

Die Garnison Aldershot, auch bekannt als Aldershot Military Town oder The Home of the British Army, ist eine große Militäranlage der britischen Armee in der Nähe der Stadt Aldershot. Sie wurde 1854 gegründet.

## Geschichte

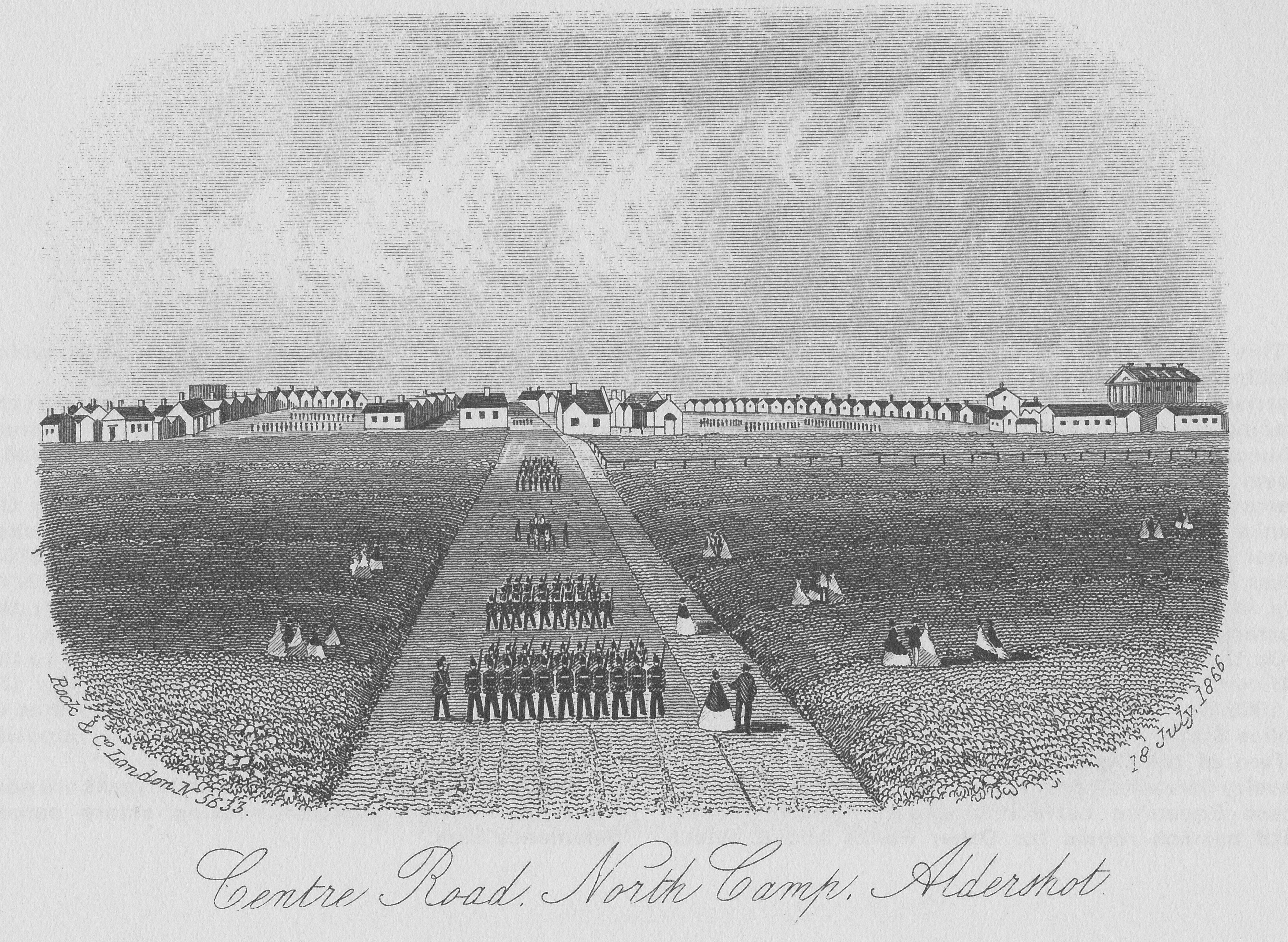
Die Garnison Aldershot im Jahr 1866

In den 25 Jahren des Oberbefehls von Wellington, dem Sieger über Napoleon in der Schlacht bei Waterloo, war es zu einer Stagnation in der Entwicklung der britischen Armee gekommen. Dies wurde im Krimkrieg offensichtlich. Deshalb wurde Wellingtons Nachfolger Henry Hardinge, 1. Viscount Hardinge von Prinz Albert aufgefordert, die Ausbildung der britischen Armee zu verbessern. So wurde das Lager Aldershot (The Home of the British Army) errichtet. Der Aufbau des größten Standortes der britischen Armee führte in dieser Zeit zu einem massiven Anwachsen der Bevölkerung im Ort Aldershot. So stieg die Bevölkerungszahl von 875 im Jahr 1851 auf 16.000 im Jahr 1861 (darunter 9.000 Militärangehörige). Aldershot galt im viktorianischen England als Synonym für die Ausbildung der britischen Armee. 
Unter General Hope Grant wurde in den 70er Jahren des 19. Jahrhunderts in Aldershot das Ausbildungssystem der britischen Armee nach den Erkenntnissen des Deutsch-Französischen Krieges modernisiert. 1872 wurde auf dem Gelände die Aldershot-Schmalspurschwebebahn betrieben. Im Januar 1876 wurde ein Mobilmachungsplan der Britischen Armee vorgelegt mit acht Armeekorps. Das II. Korps wurde als Aldershot Command oder Aldershot District Command in Aldershot stationiert. Als der Sohn Königin Victorias, der Duke of Connaught and Strathearn, von 1893 bis 1898 diesen Posten innehatte, wurde das Korps zum Ersten in der Liste der Korps. 
1883 wurde das Reiterstandbild  Wellingtons hierher verlegt, nachdem es 1846 zunächst auf dem Wellington Arch in London platziert worden war.
Durch Armeebefehl 324 vom 21. August 1914 wurde von Lord Kitchener die so genannte Kitcheners Armee aufgestellt, deren meiste Einheiten in Aldershot ausgebildet wurden. So waren bei einem Besuch von König Georg V. im September 1914 hier 130.000 Mann stationiert.
Am 22. Februar 1972 führte die Irisch-Republikanische Armee einen Terroranschlag auf das Hauptquartier der Parachute Brigade in Aldershot durch. Dieser war ein Racheakt für den Blutsonntag, an dem in Irland 13 Menschen von Soldaten dieser Einheit erschossen wurden. Bei dem Anschlag starben sieben Zivilisten.

## Befehlshaber der Garnison Aldershot
Der Posten des Befehlshabers der Garnison Aldershot war in der Vergangenheit eine wichtige Position in der britischen Armee und wurde von bekannten Persönlichkeiten wie John French, Douglas Haig und Bernard Montgomery bekleidet. Im Laufe der letzten 160 Jahre hatte diese Position verschiedene Bezeichnungen, je nach der geltenden Bezeichnung für die Garnison selbst.

### Division Aldershot
- 1857 bis 1860 William Knollys

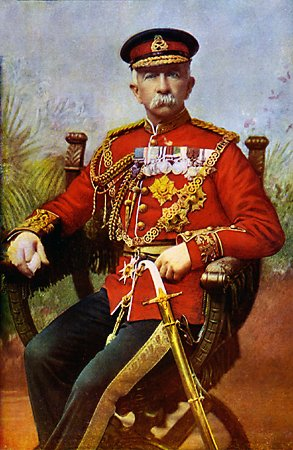
Evelyn Wood

- 1860 bis 1865 John L. Pennefather; Divisionskommandeur im Krimkrieg
- 1865 bis 1870 James Yorke Scarlett; Kommandeur der schweren Brigade in der Attacke der Leichten Brigade
- 1870 bis 1875 Hope Grant; Oberbefehlshaber im Zweiten Opiumkrieg
- 1875 bis 1880 Thomas Montagu Steele

### Aldershot District Command
- 1880 bis 1883 Daniel Lysons
- 1883 bis 1889 Archibald Alison, 2. Baronet; Kommandeur der Highland Brigade im Anglo-Ägyptischen Krieg
- 1889 bis 1893 Evelyn Wood; Sirdar der ägyptischen Armee
- 1893 bis 1898 Arthur, 1. Duke of Connaught and Strathearn; Generalgouverneur von Kanada
- 1898 Redvers Buller; Oberbefehlshaber der britischen Truppen im Zweiten Burenkrieg
- 1900 William Francis Butler (während Bullers Einsatz im Burenkrieg); Schriftsteller und Kommandeur im Mahdi-Aufstand

### Kommandierender General des I. Armeekorps und Lieutenant-General Commanding Troops Aldershot
- 1901 Redvers Buller (nach seiner Rückkehr)
- 1902 John French, 1. Earl of Ypres; Oberbefehlshaber der British Expeditionary Force im Ersten Weltkrieg

### Aldershot Command
- 1907 bis 1912 Horace Smith-Dorrien; Oberbefehlshaber der 2. Armee im 1. Weltkrieg
- 1912 bis 1914 Douglas Haig; Oberbefehlshaber der British Expeditionary Force im Ersten Weltkrieg.
- 1914 bis 1917 Archibald Hunter; Oberbefehlshaber Bombay Command
- 1917 bis 1919 Archibald Murray; Oberbefehlshaber der Egyptian Expeditionary Force
- 1919 bis 1920 Henry Rawlinson, 1. Baron Rawlinson; britischer Oberbefehlshaber in Indien
- 1920 bis 1922 Rudolph Lambart, 10. Earl of Cavan; Oberbefehlshaber der britischen Armee in Italien
- 1922 bis 1923 Thomas Morland; Oberbefehlshaber der Rheinarmee
- 1923 bis 1927 Philip Walhouse Chetwode, 1. Baron Chetwode
- 1927 bis 1931 David Campbell; britischer Oberbefehlshaber in Indien
- 1937 bis 1939 John Dill; Gouverneur und Oberkommandierender von Malta
- September 1939 bis März 1940 Charles Broad
- März bis Mai 1940 Michael Barker; Kommandierender General des I Corps
- Mai bis Juni 1940 Geoffrey Raikes
- Juni 1940 Dudley Graham Johnson

### South Eastern Command
- 1941 Bernard Paget; Oberbefehlshaber Middle East Command in Kairo
- 1941 bis 1942 Bernard Montgomery; stellvertretender NATO Oberbefehlshaber
- 1944 Edmond Schreiber; Gouverneur und Oberkommandierender von Malta

## Die Garnison Aldershot heute

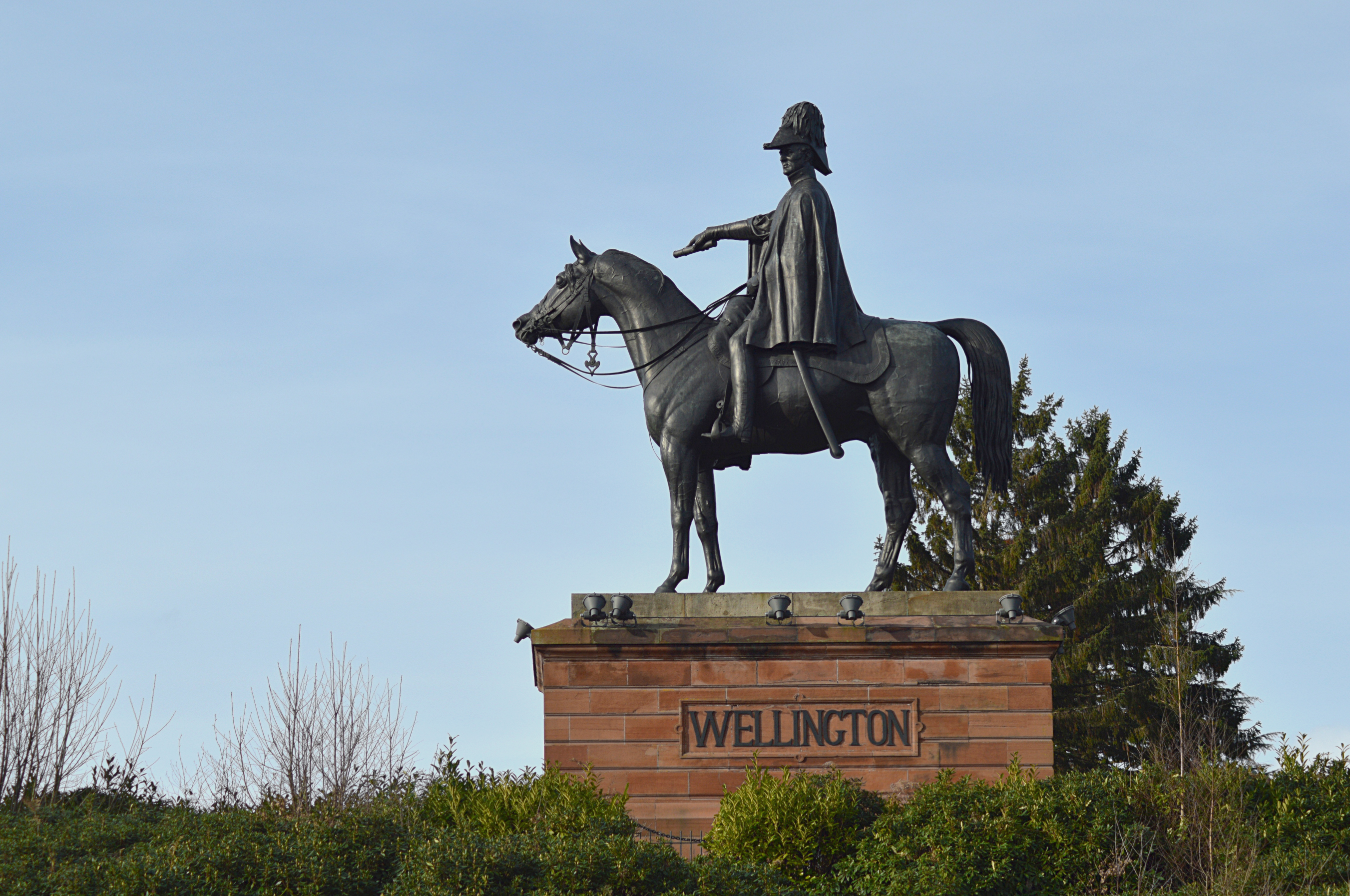
Wellington-Statue

Heute hat die Garnison Aldershot ca. 10.500 Einwohner. Die Garnison enthält einige Wahrzeichen, so das Observatorium, die Wellington-Statue, den Militärfriedhof und die Royal Garrison Church of All Saints. Auf dem Gelände der Garnison befindet sich seit 1953 auch das römisch-katholische Militärordinariat von Großbritannien.
Heute sind hier stationiert:
- HQ South East
- HQ 11th Infantry Brigade
- HQ 101st Logistic Brigade
- 1st Battalion, Grenadier Guards
- 1st Battalion, Scots Guards
- 4th Battalion, The Rifles
- 3 Regiment Royal Logistic Corps
- 4 Armoured Medical Regiment
- 4 Regiment Royal Military Police
- 10 Queen's Own Gurkha Logistic Regiment
- 29 EOD & Search Group
- 22 Field Hospital

Die Army plant in Aldershot die neue South East Super Garrison zu errichten. In dieser sollen dann verschiedene Standorte zusammengefasst werden.